# ダヴィド・イェンセン
ダヴィド・イェンセン（David Jensen、1992年3月25日 - ）は、デンマーク・ヒレレズ出身の元プロサッカー選手。現役時代のポジションはGK。

## 経歴

### クラブ

#### 初期
地元のヒレレズGIというクラブでプレーを始め、13歳の時にFCノアシェランのアカデミーに移った。16歳でクラブとプロ契約を締結。その後、セルティックFCのトライアルを受けたが、海外移籍はまだ早いと判断しノアシェランに残留した。

#### ノアシェラン時代
昇格直後はイェスパー・ハンセンの控えに置かれた。2011年8月、契約を2014年まで延長。同月のデンマーク・カップ2回戦でトップチームデビュー。クリーンシートを達成し5-0の勝利に貢献した。9月のデンマーク・スーペルリーガ・オーフスGF戦でハンセンの負傷退場に伴い、44分から途中出場、リーグデビューを果たした。10月のスナユスケ戦で初スタメン。しかし接触プレーで膝を負傷し、途中退場した。

### 代表
ユース年代からデンマーク代表に選出されており、ミルクカップやUEFA U-21欧州選手権などに参加した。

## 代表歴
- デンマークU-16
- デンマークU-17
- デンマークU-18
- デンマークU-19
- デンマークU-20
  - ミルクカップ2011
- デンマークU-21
  - UEFA U-21欧州選手権2015

## タイトル
ノアシェラン
- デンマーク・スーペルリーガ: 2011-12

ウェステルロー
- ベルギー・ファースト・ディビジョンB: 2021-22

U-20デンマーク代表
- ミルクカップエリート: 2011